# Javacarus kuehnelti
Javacarus kuehnelti är en kvalsterart som beskrevs av Balogh 1961. Javacarus kuehnelti ingår i släktet Javacarus och familjen Lohmanniidae. Inga underarter finns listade i Catalogue of Life.